# Bahnhof Bebra
Der Bahnhof Bebra ist ein Knotenbahnhof im deutschen Personen- und Güterverkehrsnetz in der nordhessischen Stadt Bebra. Er ist Knotenpunkt mehrerer Eisenbahnstrecken. Der Bahnhof befindet sich im Nordhessischen Verkehrsverbund (NVV). Er wurde 1848 eröffnet und bekam schnell eine Schlüsselrolle als wichtiger Verkehrsknotenpunkt. Dadurch entwickelte sich Bebra zur klassischen Eisenbahnerstadt. Seit dem Fahrplanwechsel am 15. Dezember 2024 halten wieder Fernzüge im Bahnhof Bebra.

## Geschichte

### Anfänge und Zeit bis 1939
Bebra erhielt am 29. August 1848 mit Inbetriebnahme des ersten Abschnitts der Bahnstrecke Bebra–Baunatal-Guntershausen bis Guxhagen Anschluss an das deutsche Eisenbahnnetz. Später wurde die Bahnstrecke Halle Bebra eröffnet.
1866 folgte der erste Abschnitt der Frankfurt-Bebraer Eisenbahn in Richtung Bad Hersfeld, 1875 die Strecke Richtung Göttingen. Beide Streckenabschnitte gehören zur Bahnstrecke Frankfurt–Göttingen.
Der Bahnhof erhielt 1869 sein heutiges Empfangsgebäude in Insellage. Auf Grund seiner Bedeutung als Knotenpunkt erfuhr das Gelände bis zur Jahrhundertwende mehrere Erweiterungen. Bis 1906 kam parallel zum Personenbahnhof ein Rangierbahnhof hinzu.
1914 wurde die Berliner Kurve als Verbindung zwischen den Strecken von Frankfurt und von Halle gebaut. Damit entfiel der zuvor notwendige Fahrtrichtungswechsel in Bebra. 1924 wurde der Bahnhof im Westen um den Vorbahnhof Bebra U (Umladebahnhof) erweitert.

### Kriegszeit
Während des Zweiten Weltkrieges gab es am 4. Dezember 1944 einen Luftangriff auf den Rangierbahnhof Bebra. Der Bahnhof wurde kaum getroffen, aber auf die Stadt fielen zahlreiche Bomben und es gab 64 Tote zu beklagen.

### Nachkriegszeit

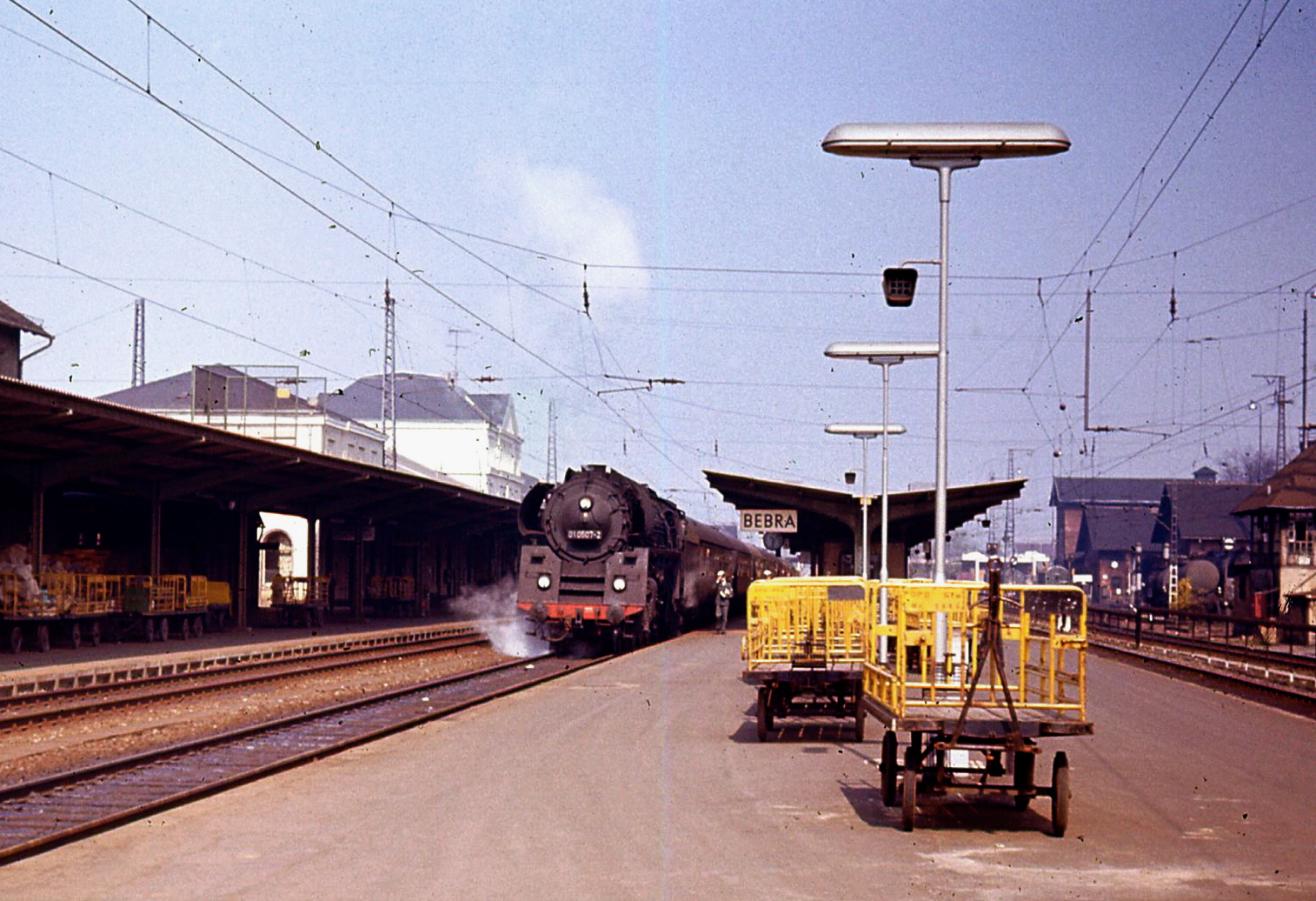
Dampflokomotive der Baureihe 01.5 in Bebra (1972)

Nach dem Zweiten Weltkrieg verlagerte sich der Verkehr im Raum Bebra mehr in Nord-Süd-Richtung, da der Verkehr in Richtung Osten durch die nahe gelegene innerdeutsche Grenze weitgehend unterbrochen war. Bebra wurde Grenzbahnhof für Interzonenzüge in die DDR, Transitzüge und Militärzüge der Westmächte nach West-Berlin. In Bebra wurden die Züge von der Deutschen Bundesbahn an die Deutsche Reichsbahn mit Lokwechsel übergeben. Bis und ab Bebra wurden die Personenzüge von der DR in der Regel mit Dampfloks der DR-Baureihe 01.5 bespannt. Ab dem Sommerfahrplan 1973 wurden die Dampfloks aus dem Dienst vor den Interzonenzügen zurückgezogen und der Lokwechsel nach Gerstungen verlegt. Die „Berliner Kurve“ wurde während der deutschen Teilung nicht genutzt, blieb aber betriebsfähig.
Auf der Nord-Süd-Strecke hielten in Bebra bis zur Eröffnung der Schnellfahrstrecke Hannover–Würzburg und Inbetriebnahme des ICE 1991 viele hochwertige Reisezüge, so der TEE „Blauer Enzian“ und jeder IC zwischen München und Hamburg. Bebra diente damit als Umsteigebahnhof für das vom IC-Netz bis zur Inbetriebnahme der Schnellfahrstrecke nicht bediente Kassel.
Die historisch bedeutsamen Regierungssonderzüge von Willy Brandt zum Gipfeltreffen nach Erfurt und von Willi Stoph nach Kassel 1970 wurden im Bahnhof Bebra abgefertigt.
Der Bahnhof Bebra wurde im Jahr 1963 mit Oberleitungen für den elektrischen Zugbetrieb ausgerüstet.

### Wiedervereinigung und Jahrtausendwende

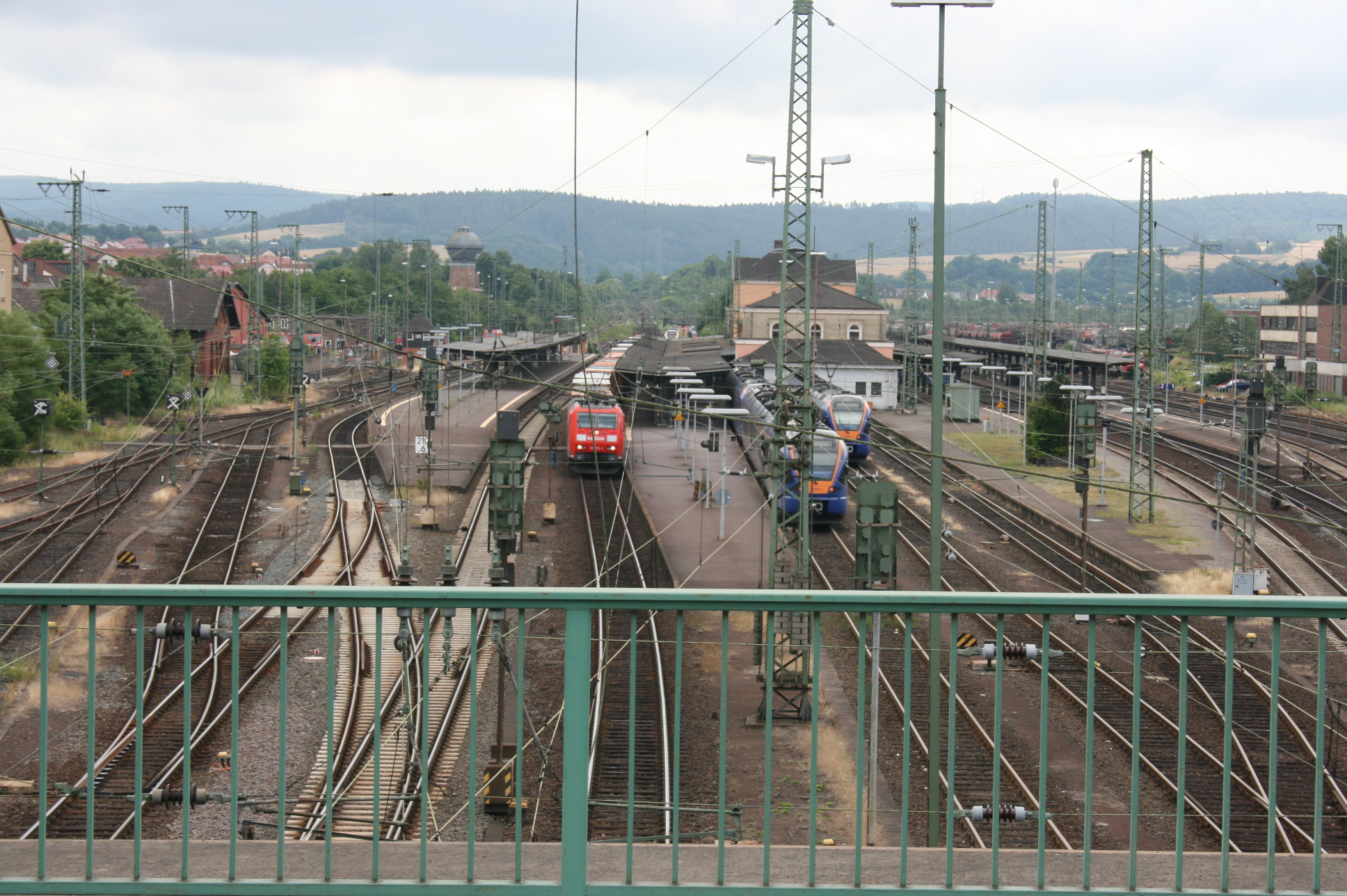
Güterzug und Cantus-Bahn am Bebraer Bahnhof

Bis 1995 wurde die „Berliner Kurve“ in Verbindung mit der Elektrifizierung des Abschnittes Neudietendorf – Bebra grundlegend saniert und wieder in Betrieb genommen. Seither erreichen die Fernzüge der Relation Dresden – Frankfurt am Main den Personenbahnhof Bebra nicht mehr, sondern passieren die Stadt südöstlich.
Die direkte Verbindung zwischen dem Rangierbahnhof und der Strecke nach Gerstungen wurde aufgegeben. Der Rangierbahnhof wurde 2009 als Zugbildungsbahnhof aufgegeben. Seitdem ist er nur noch Satellit.
Bebra ist heute Halt der unregelmäßig verkehrenden Intercity-Linie 50 auf der Mitte-Deutschland-Verbindung sowie mehrerer Nahverkehrslinien im NVV nach Kassel, Eisenach, Fulda und Göttingen. Der Rangierbahnhof ist darüber hinaus eines von 13 Frachtzentren der Deutschen Bahn AG (DB).
Südlich liegt das Werra-Fulda-Kalirevier, eines der größten Kaliabbaugebiete der Welt. Über den Bahnhof Bebra wird der Ganzzugverkehr zu den Häfen sowie die Zuführung von Leerwagen abgewickelt. Außerdem wird bei einem Großteil der Bebra passierenden Güterzüge der das Lokpersonal gewechselt. Auch wenn hier heute keine Lokomotiven mehr beheimatet sind, existieren noch eine ganze Reihe Arbeitsplätze bei der Eisenbahn in Bebra, sie ist somit weiterhin Eisenbahnerstadt.

### Gegenwart
Der Bahnhof wurde ab Frühsommer 2012 umgebaut und modernisiert. Hierbei wurden die Bahnsteige der Gleise 3, 5 und 8 komplett erneuert und barrierefrei. Der Bahnsteig der Gleise 1 und 2 wurde aufgelassen, da er nach der Modernisierung des Bebraer Bahnhofs nicht mehr notwendig war.
Aufgrund fehlender Fahrdienstleiter drohte die Bundesnetzagentur 2013 ein Zwangsgeld von 100.000 Euro an.
Das örtliche Empfangsgebäude wurde an die Stadt verkauft und nach umfangreicher denkmalgerechter Sanierung am 10. November 2021 wieder eröffnet, es beherbergt eine Ausstellung über die Geschichte des Bahnhofs und des Grenzverkehrs.

### Bahnbetriebswerk Bebra
Bis 1890 entstand auf der östlichen Gleisseite das Bahnbetriebswerk Bebra P sowie auf der westlichen Gleisseite das Bahnbetriebswerk Bebra G mit jeweils zwei Lokschuppen und Drehscheiben.
Das Bw Bebra war in den 1950er Jahren das Bahnbetriebswerk der Bundesbahn, bei dem die Schnellzugdampfloks der Baureihe 01.10 die höchsten Laufleistungen aufwiesen. Bebraer Lokomotiven fuhren bis Hamburg-Altona oder Bremen im Norden und Treuchtlingen sowie zeitweise München im Süden. Die in Bebra beheimatete 01 1056 fuhr im Juli 1956 28.889 Kilometer, die höchste dokumentierte Monatslaufleistung einer Dampflok in Deutschland. Auch die Neubau-Dampfloks der DB-Baureihe 10 waren nach Auslieferung durch die Firma Krupp zunächst in Bebra beheimatet.
Nach der Aufnahme des elektrischen Betriebes zum Sommerfahrplan im Mai 1963 wurden viele Dampfloks umbeheimatet. Bereits im Herbst 1962 gab Bebra die beiden Loks der Baureihe 10, diverse 01.10 und einige ölgefeuerte Loks der Baureihe 44 nach Kassel ab. Anfang 1968 wurden die letzten drei 44er abgezogen. Bis 1973 wurde das Bw allerdings noch von den vor Interzonenzügen eingesetzten Dampfloks der DR angefahren und genutzt, in der Regel Schnellzugloks der Baureihe 01.5.

#### In Bebra beheimatete Lokomotiven
| Baureihe | 01.07.1959 | 31.12.1962 | 31.12.1963 | 31.12.1966 |
| -------- | ---------- | ---------- | ---------- | ---------- |
| 01.10    | 20         | 18         | 0          | 0          |
| 10       | 2          | 0          | 0          | 0          |
| 44       | 35         | 47         | 15         | 8          |
| 50       | 14         | 18         | 12         | 0          |
| 5525     | 9          | 2          | 0          | 0          |
| 562      | 12         | 10         | 10         | 0          |
| 898      | 1          | 0          | 0          | 0          |
| Summe    | 93         | 95         | 34         | 8          |

1968 erfolgte die Schließung des Betriebswerks Bebra G zu Gunsten einer Erweiterung des Rangierbahnhofs.
Der Lokschuppen 1 des Betriebswerkes Bebra P war bis zur Auflösung des Betriebshofes 1997 inklusive der modernisierten Drehscheibe noch in Betrieb.
Für den Erhalt des im Jahr 1995 stillgelegten Lokschuppen 2 mit der Segmentdrehscheibe setzte sich der Verein „Die Dampfmacher Bebra e. V.“ ein. Der Verein – mittlerweile insolvent – unterstützte in den letzten Jahren mehrfach große Dampfloktreffen in Bebra, die die vergangene Zeit wieder aufleben ließen. Besondere Attraktionen waren dabei stets Parallelfahrten auf der Nord-Süd-Strecke in Richtung Göttingen.
Der Lokschuppen 2 wurde im Jahr 2015 zunächst statisch-konstruktiv gesichert und erhielt unter anderem ein neues Dach. Mit Hilfe verschiedener Förderprogramme (Stadtumbau in Hessen, Nationale Denkmäler des Städtebaus u. a.)  wurde der Lokschuppen 2 und das ehemalige Kesselhaus mit Schornstein bis 2019 saniert und revitalisiert, der Lokschuppen 2 dient seit Juli 2019 als Eventlocation. Alle Gebäude befinden sich mittlerweile im Eigentum der Stadt Bebra bzw. des Tochterunternehmens Stadtentwicklung Bebra GmbH.

## Stellwerke
Der Betrieb wird heute von  den Stellwerken Bpf im Norden des Rangierbahnhofes und Brf im Süden des Rangierbahnhofes gesteuert.

## Bildergalerie

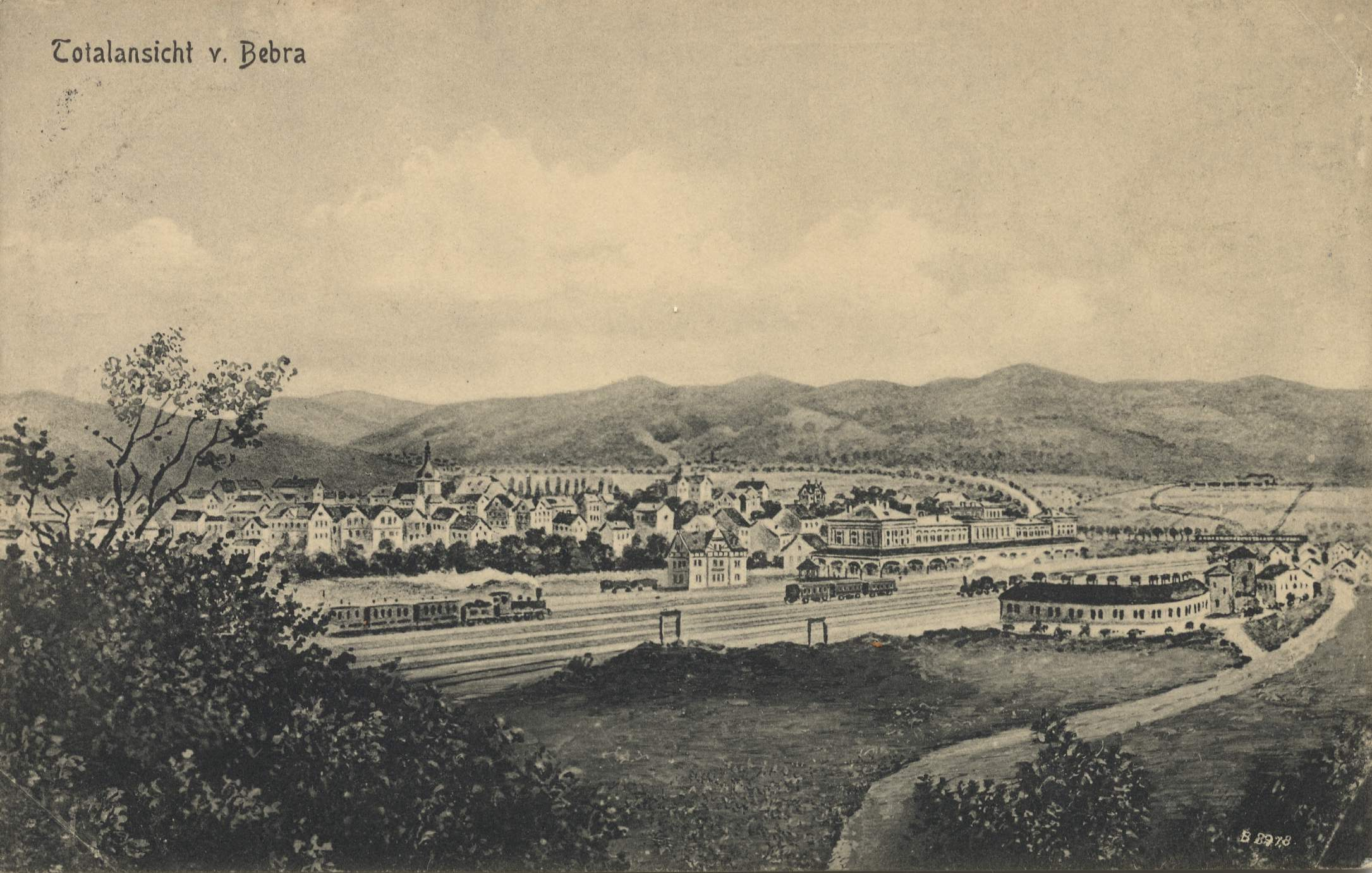
Bebra zum Ende des 19. Jahrhunderts
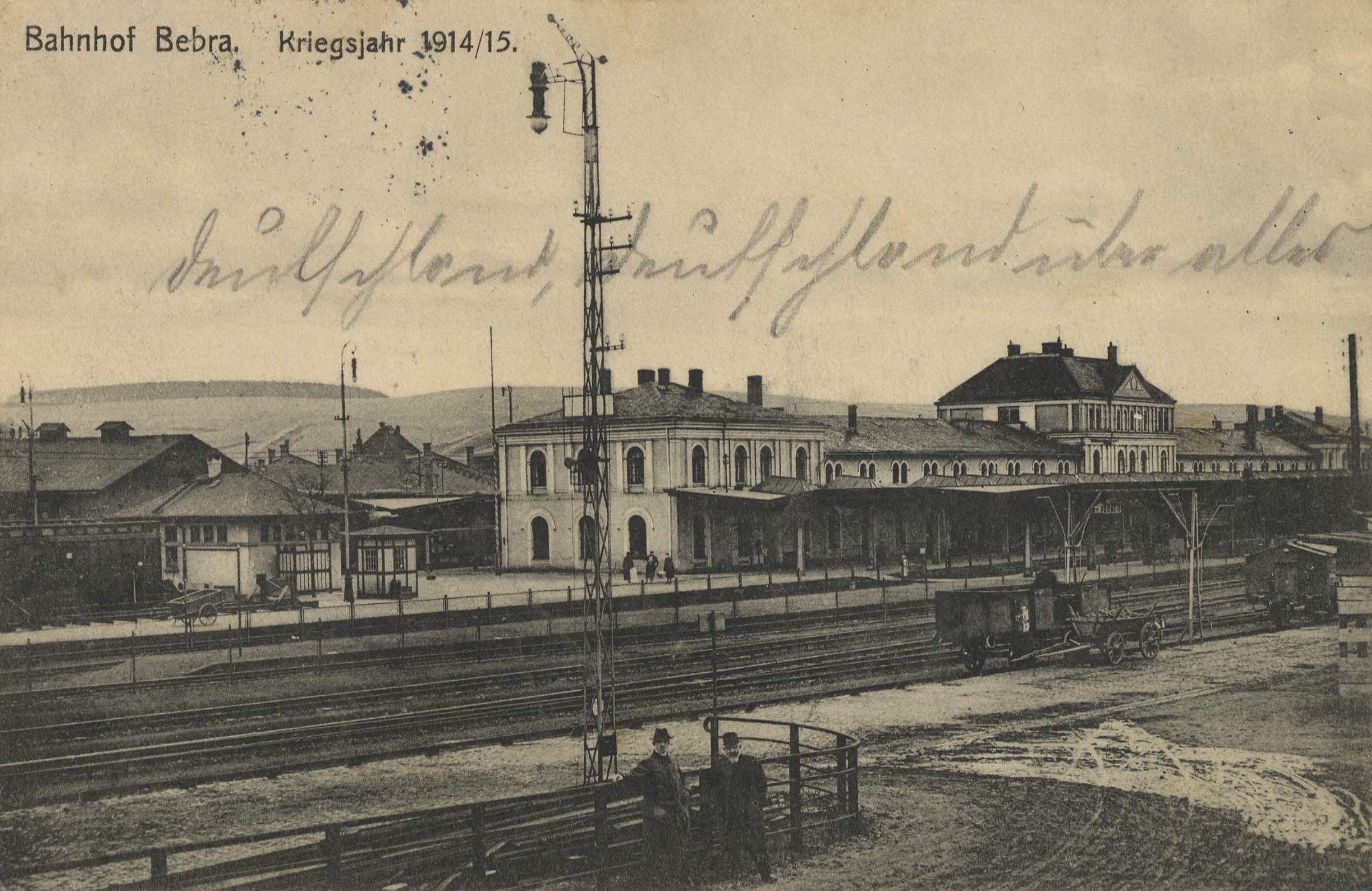
Aufnahme aus dem Jahre 1915
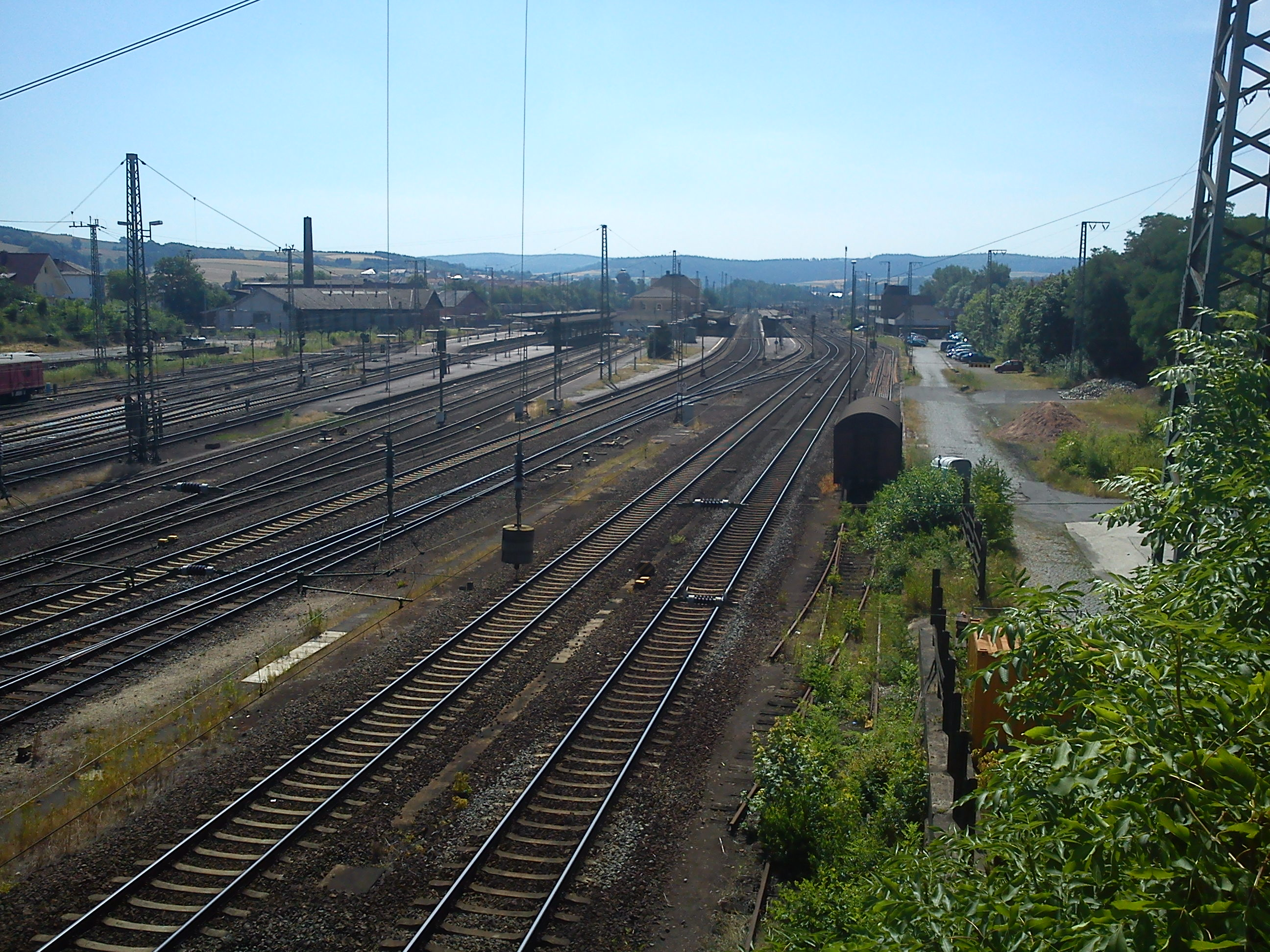
Blick auf den Bahnhof vor dem Umbau
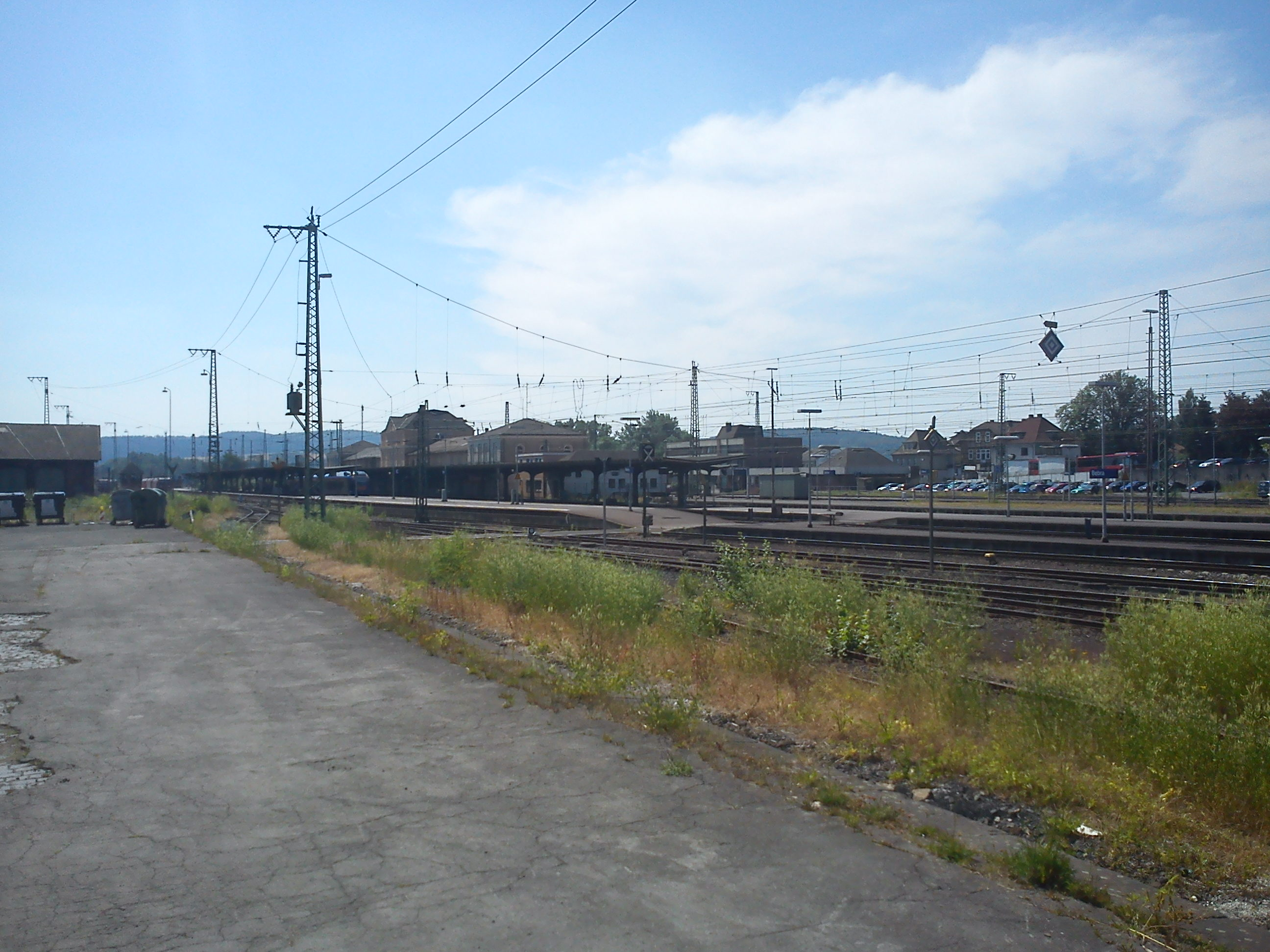
Blick von der Gilfershäuser Straße vor dem Umbau zum Parkplatz
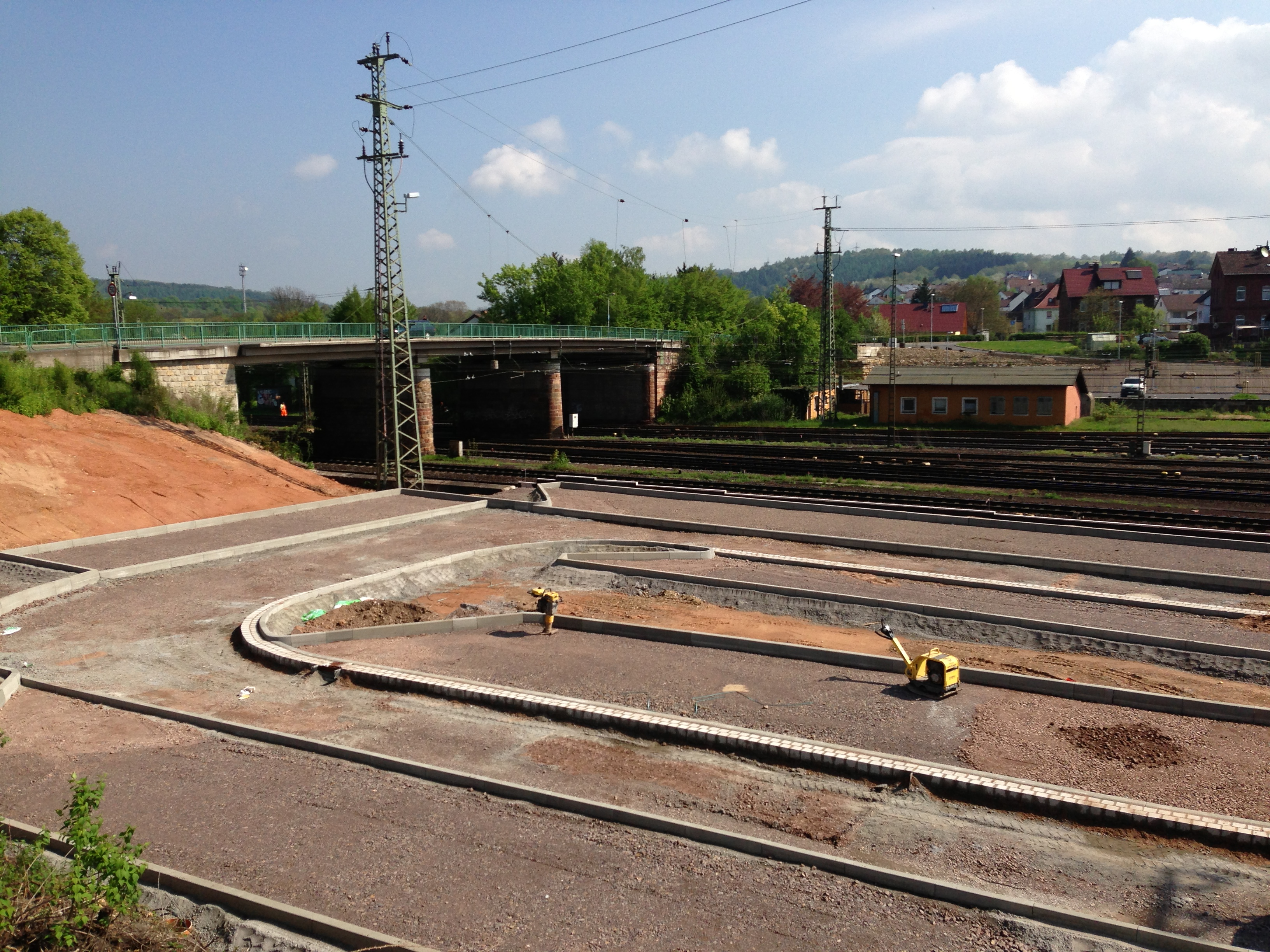
Blick auf den Parkplatz während des Umbaus
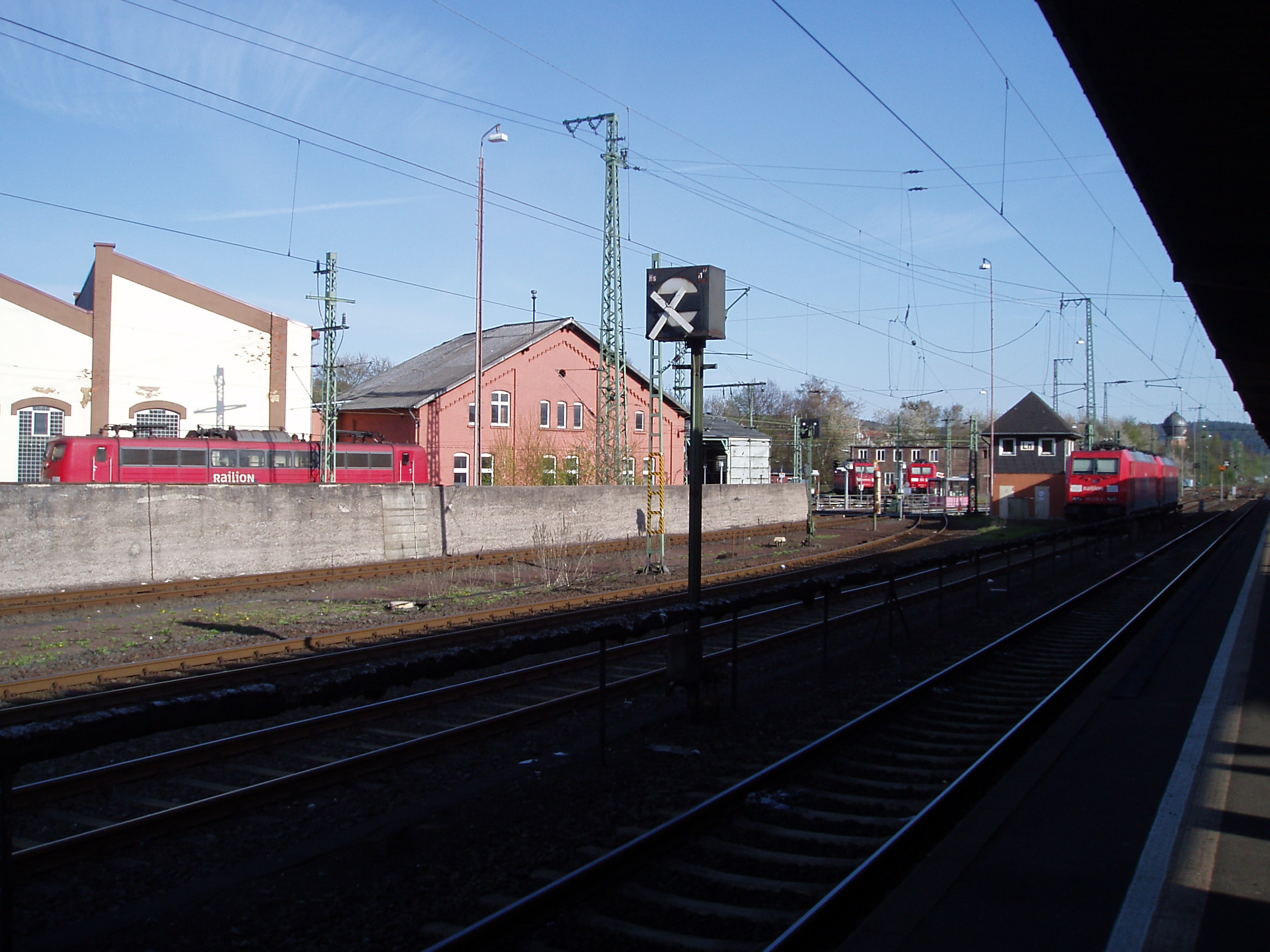
Blick Richtung Wasserturm
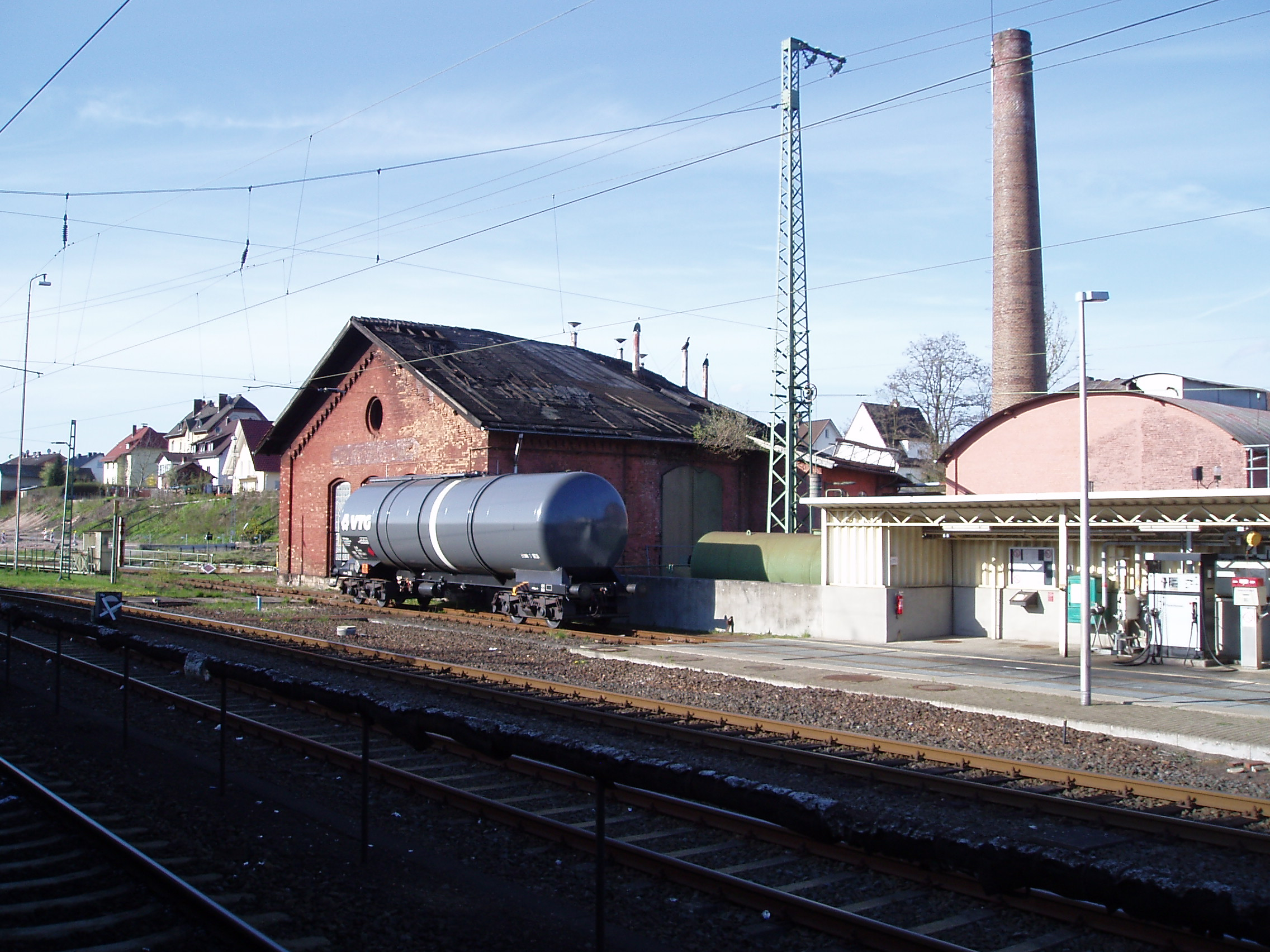
Blick Richtung Gilfershäuser Straße
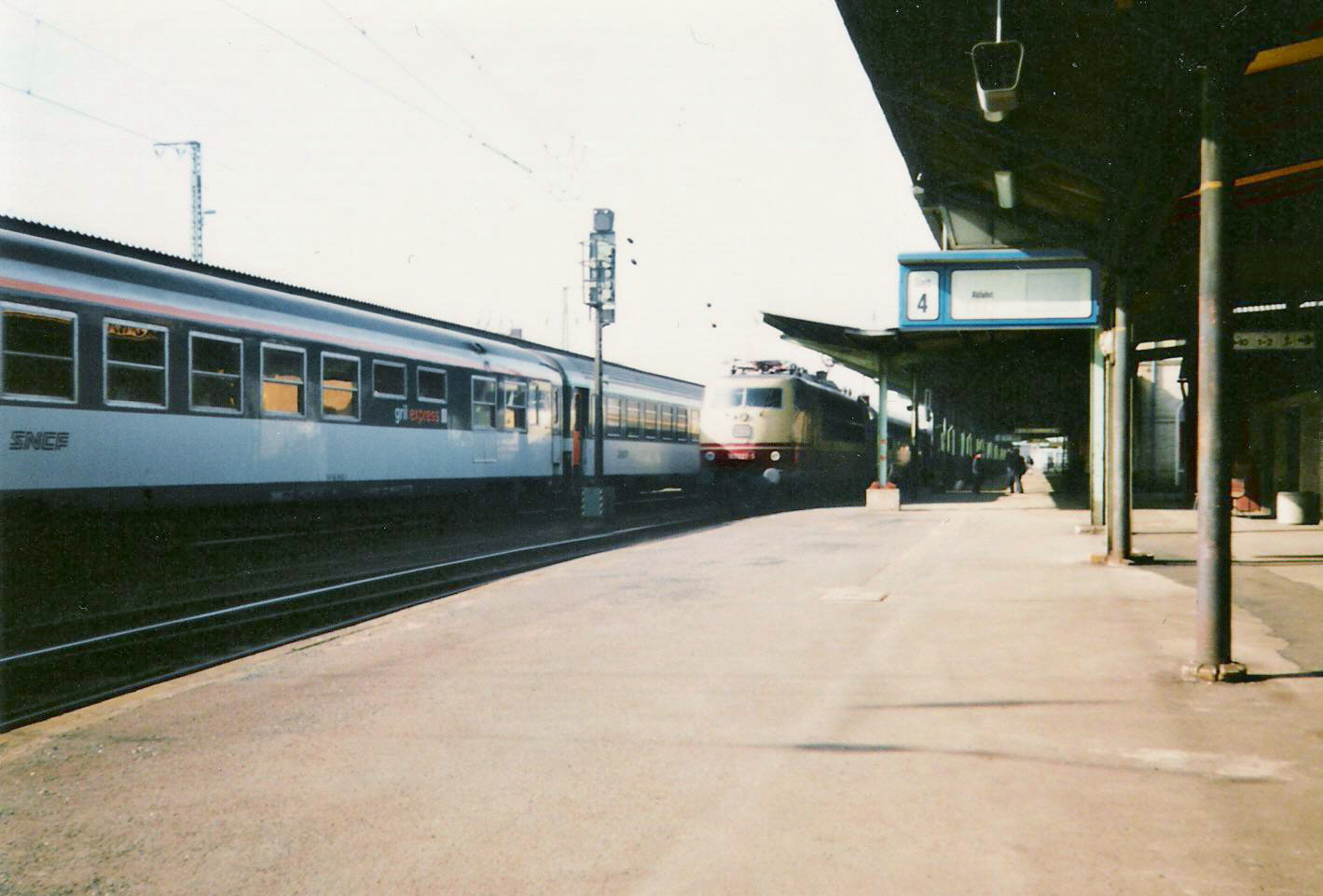
Aufnahme aus dem Jahre 1993
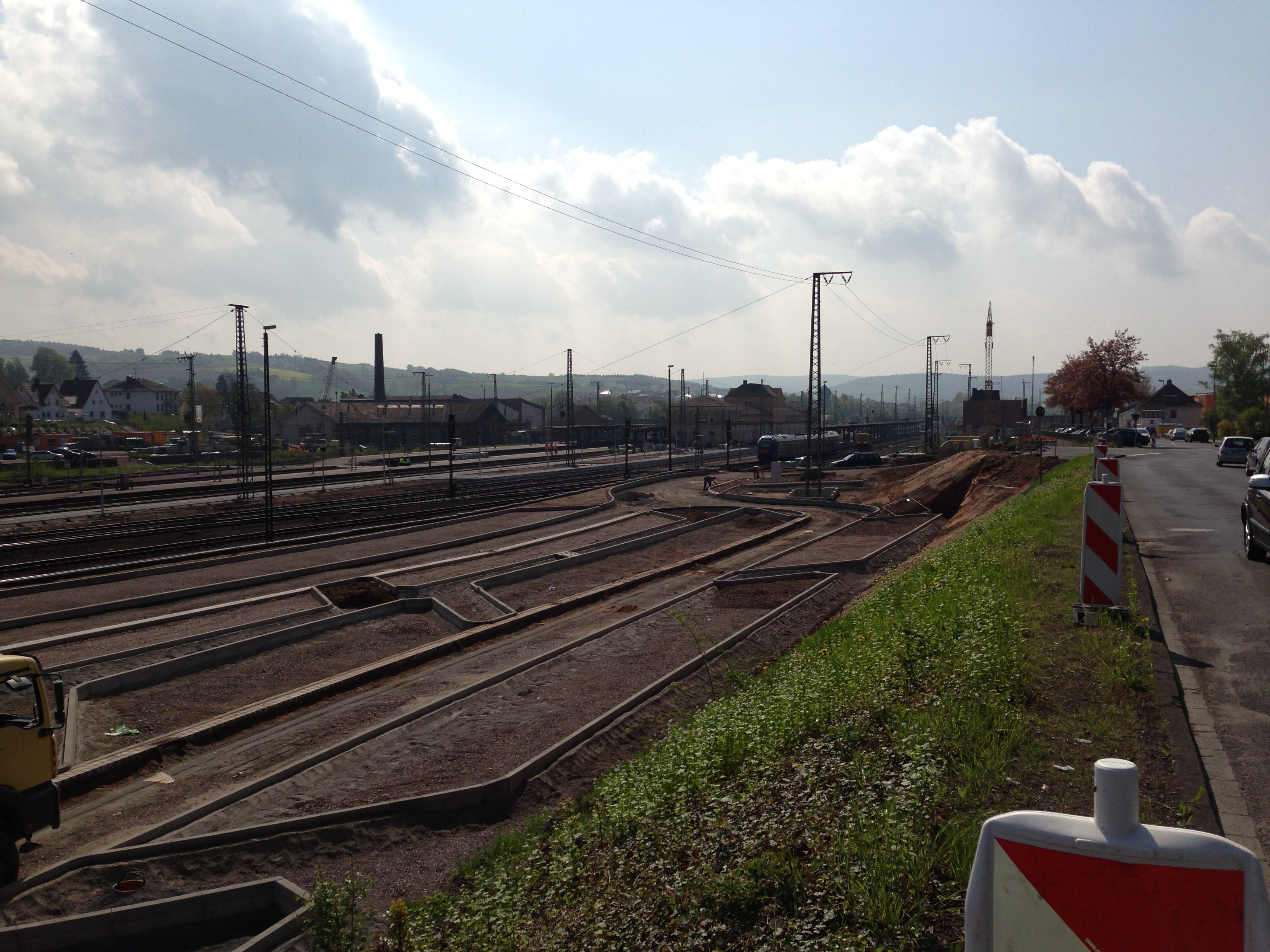
Blick über die Gleisanlagen kurz vor dem Umbau
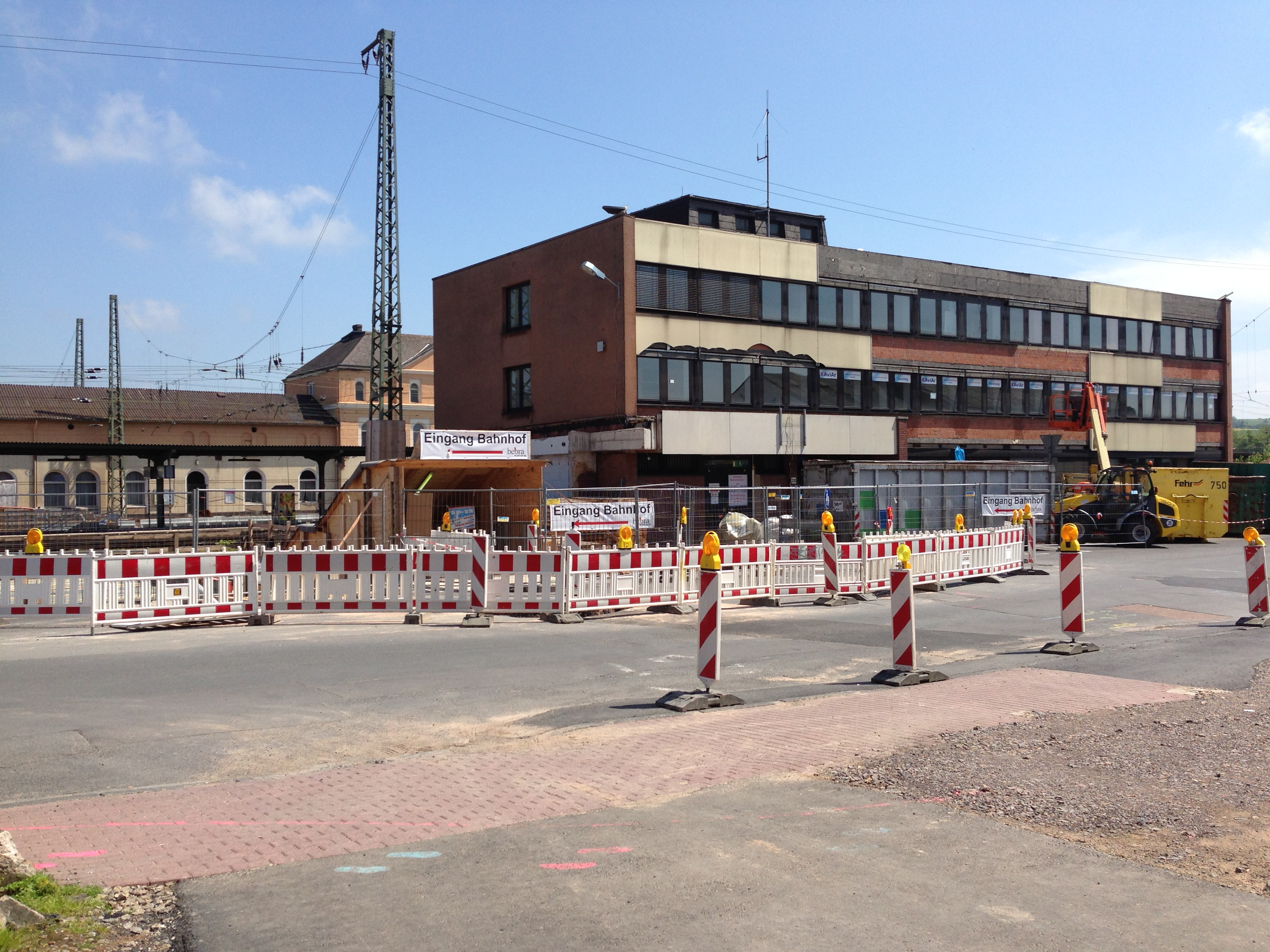
Inzwischen abgerissenes Zollgebäude während des Umbaus 2013
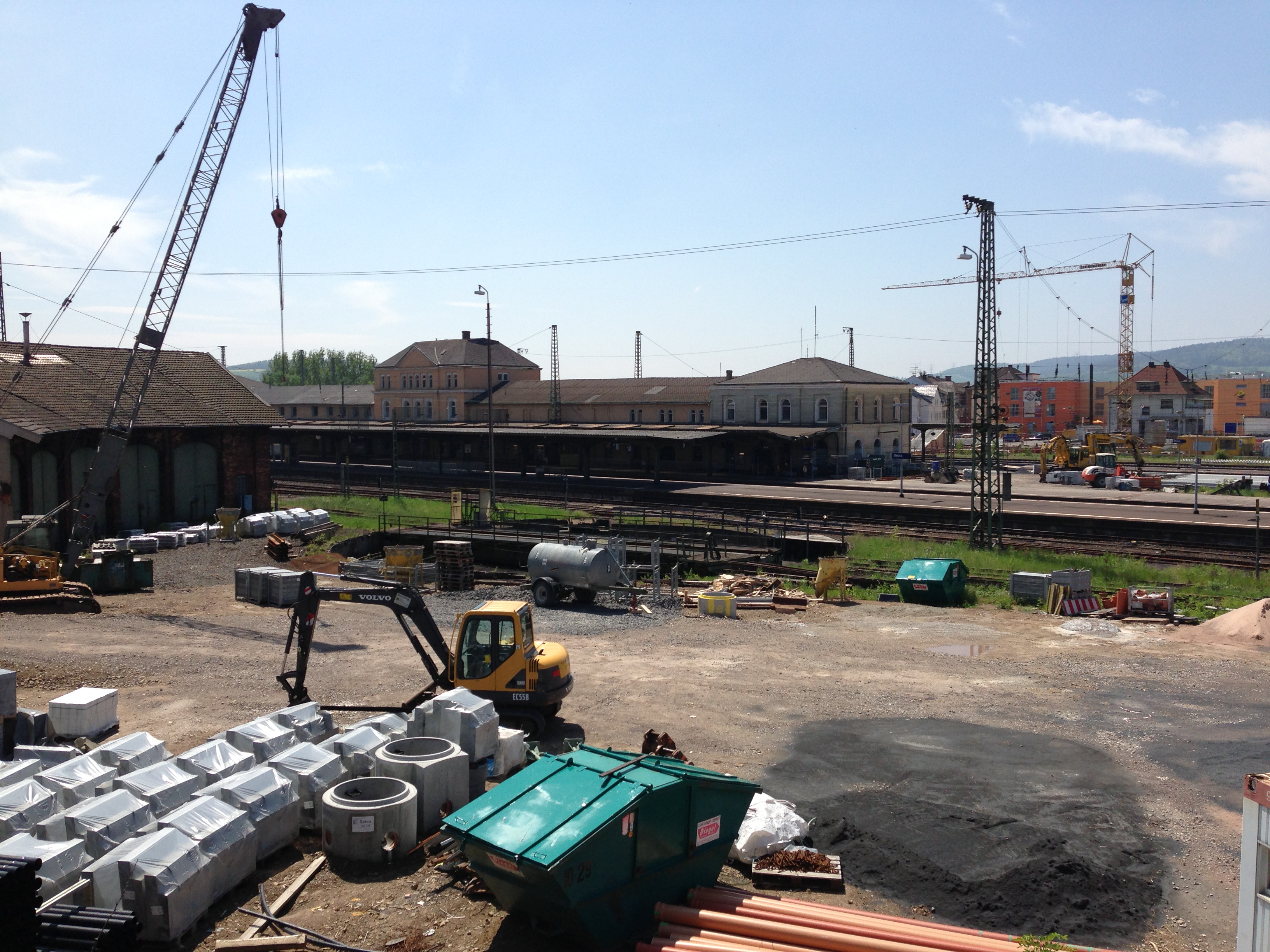
Blick von der Gilfershäuser Straße während des Umbaus 2013
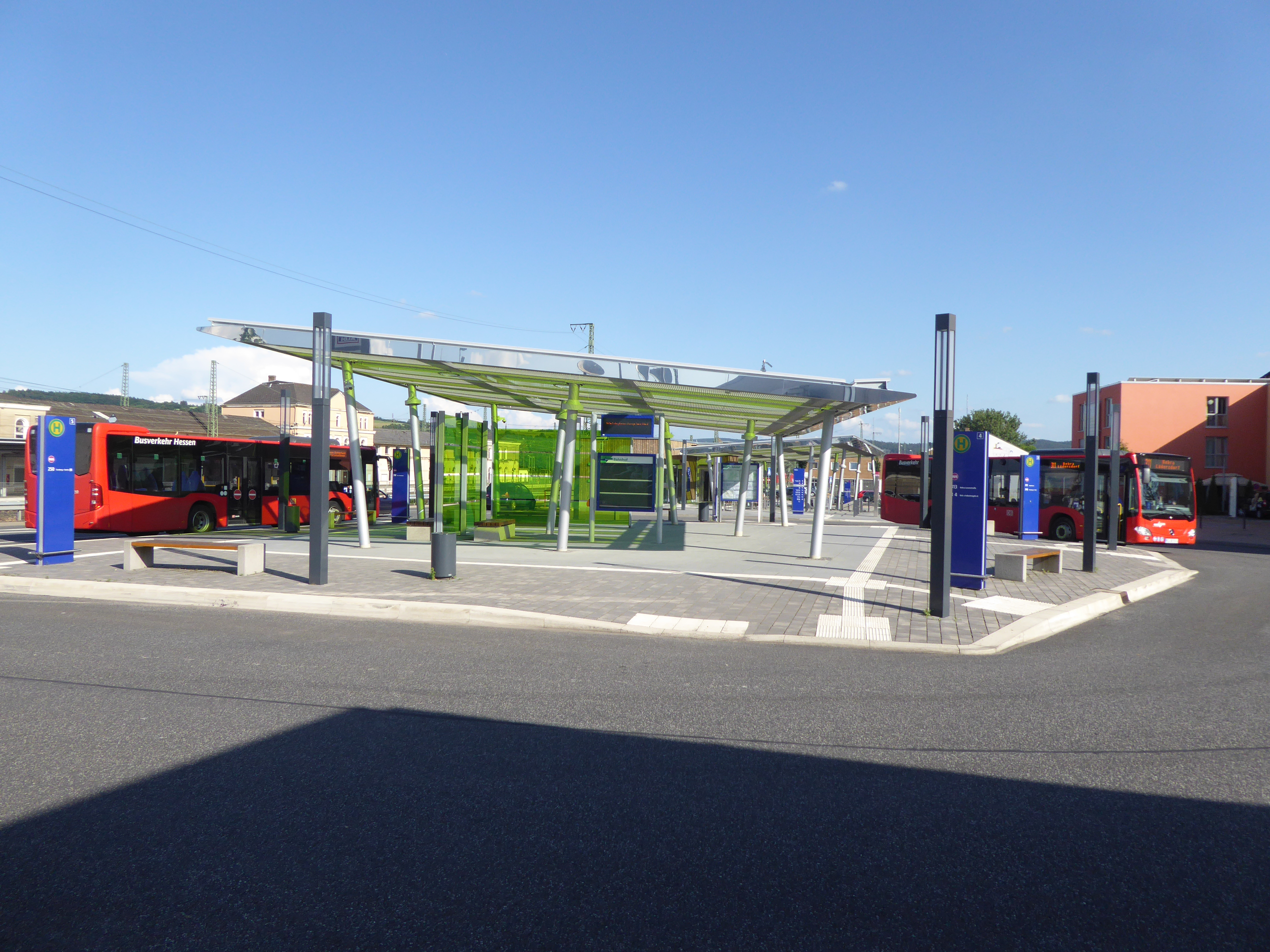
Busbahnhof auf der Westseite
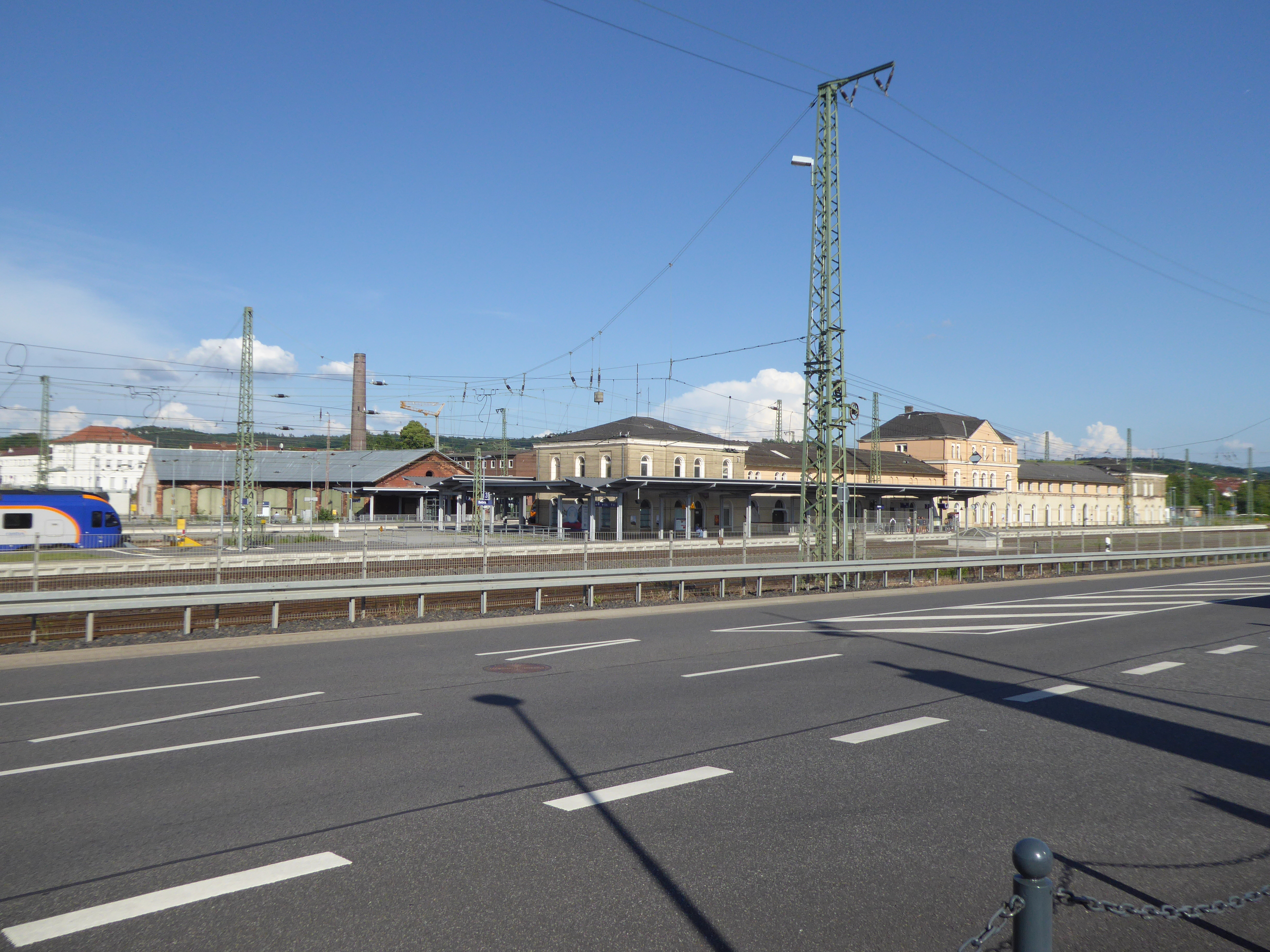
Blick von Westen auf das Inselgebäude am Bahnhof Bebra. Am vor dem Bahnhof sichtbaren Lichtschacht befand sich früher der Zugang zu Bahnsteig 1/2.
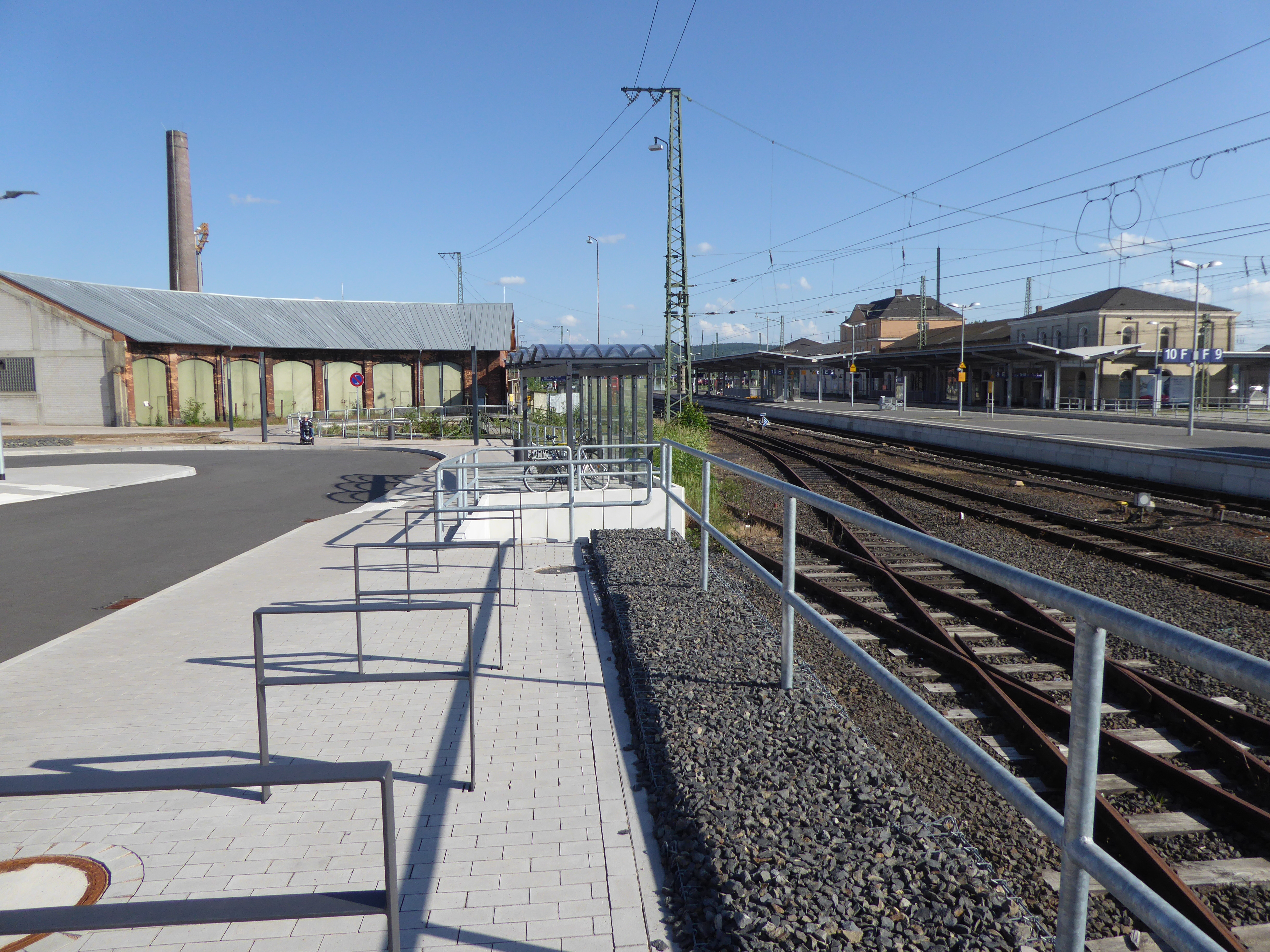
Ostzugang zum Bahnhof Bebra mit Rest von Lokschuppen 2 und Drehscheibe
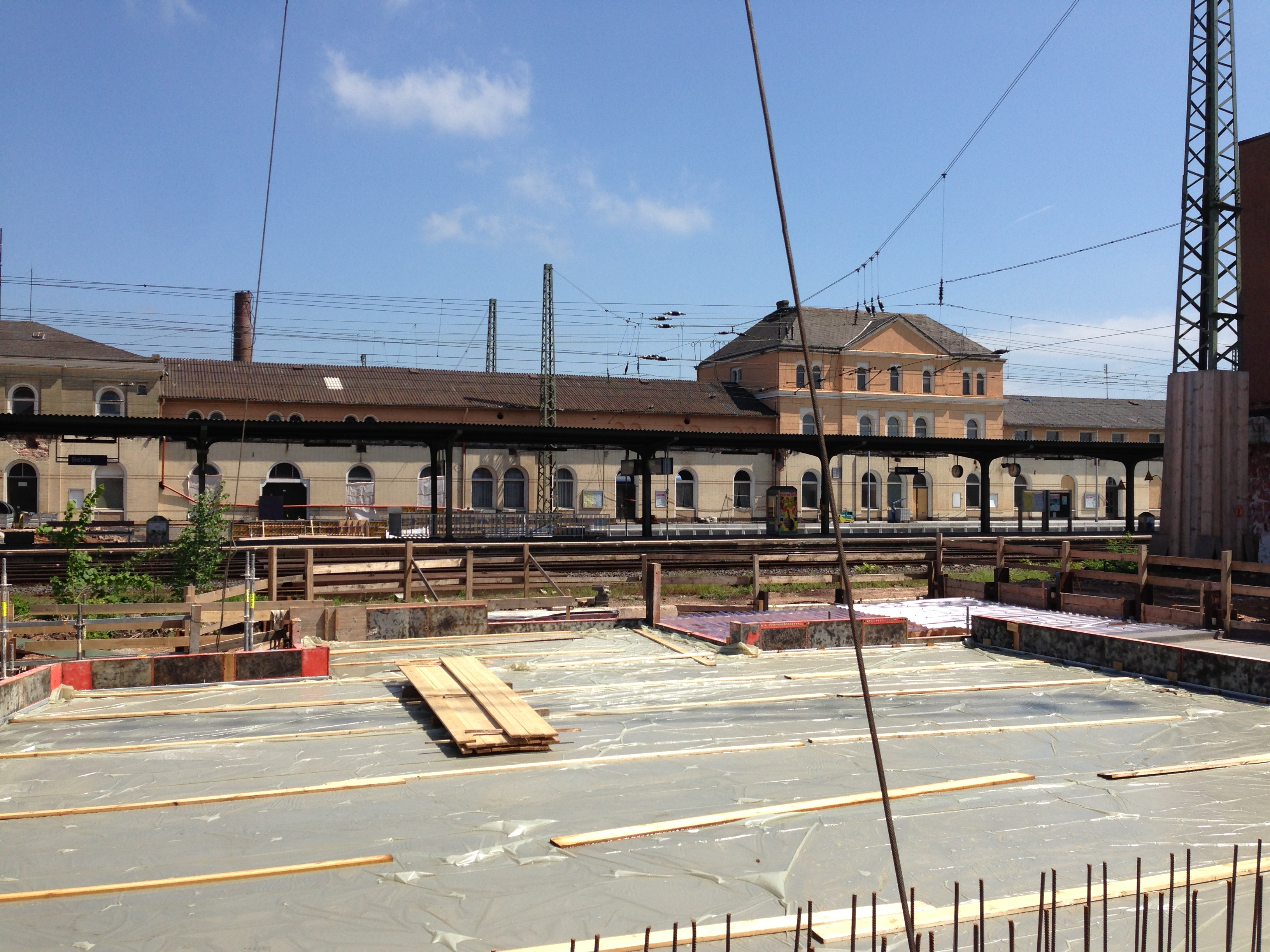
Inselgebäude vor der Sanierung ab 2018

## Verkehr
| Linie   | Fahrtverlauf | Takt                                     | Betreiber         |
| ------- | --- | ---------------------------------------- | ----------------- |
| IC 51   | Kassel-Wilhelmshöhe – Bebra – Eisenach Hbf – Gotha – Erfurt Hbf – Weimar – Jena West – Jena-Göschwitz – Gera Hbf | Ein Zugpaar                              | DB Fernverkehr AG |
| IC 51   | Köln Hbf – Düsseldorf Hbf – Essen Hbf – Dortmund Hbf – Bebra – Eisenach Hbf – Erfurt Hbf – Weimar – Leipzig Hbf | Zwei Zugpaare (Fr, So)                   | DB Fernverkehr AG |
| RE5     | Kassel Hbf – Kassel-Wilhelmshöhe – Melsungen – Rotenburg an der Fulda – Bebra – Bad Hersfeld Stand: Fahrplanwechsel Dezember 2021 | 60 min (wochentags) 120 min (Wochenende) | cantus            |
| RMV-RE5 | Kinzigtalbahn: Frankfurt (Main) Hbf – Frankfurt (Main) Süd – Hanau Hbf – Bad Soden-Salmünster – Schlüchtern – Fulda – Hünfeld – Bad Hersfeld – Bebra Stand: Fahrplanwechsel Dezember 2021 | einzelne Züge                            | DB Regio Mitte    |
| RE50    | Kinzigtalbahn: Frankfurt (Main) Hbf – Frankfurt (Main) Süd – Offenbach (Main) Hbf – Hanau Hbf – Langenselbold – Gelnhausen – Wächtersbach – Bad Soden-Salmünster – Steinau (Straße) – Schlüchtern – Flieden – Neuhof (Kr Fulda) – Fulda – Hünfeld – Bad Hersfeld – Bebra Stand: Fahrplanwechsel Dezember 2021 | einzelne Züge                            | DB Regio Mitte    |
| RB5     | Kassel Hbf – Kassel-Wilhelmshöhe – Guxhagen – Melsungen – Malsfeld – Malsfeld-Beiseförth – Altmorschen – Heinebach – Rotenburg an der Fulda – Lispenhausen – Bebra – Ludwigsau-Friedlos – Bad Hersfeld – Haunetal-Neukirchen – Burghaun – Hünfeld – Fulda Stand: Fahrplanwechsel Dezember 2021                | 60 min                                   | cantus            |
| RB6     | Eisenach Hbf – Eisenach West – Eisenach Opelwerk – Hörschel – Herleshausen – Gerstungen – Wildeck-Obersuhl – Wildeck-Bosserode – Wildeck-Hönebach – Ronshausen – Bebra Stand: Fahrplanwechsel Dezember 2024                                                                                                   | 60 min (wochentags) 120 min (Wochenende) | cantus            |
| RB87    | Göttingen – Friedland (Han) – Eichenberg – Bad Sooden-Allendorf – Eschwege-Niederhone – Eschwege – Eschwege-Niederhone – Wehretal-Reichensachsen – Sontra – Bebra (fährt im Abschnitt Göttingen – Eichenberg mit RB83 vereinigt) Stand: Fahrplanwechsel Dezember 2021                                         | 60 min                                   | cantus            |